# 布氏叶鳃螺
布氏叶鳃螺（学名：Ercolania boodleae）是囊舌目叶鳃属的一种。叶鳃属舊屬荷叶鳃科，今屬柱狀科。

## 分佈
主要分布于台湾，常栖息在有浒苔藻及丝藻的潮间带。